# Dino Chłopak
Dino Chłopak (ang. Dino Boy in the Lost Valley, 1966–1968) – amerykański serial animowany wytwórni Hanna-Barbera.
Serial został wydany pod koniec lat 80. na kasetach VHS przez Polskie Nagrania jako Dino w zagubionej dolinie.

## Opis fabuły
Serial opowiada o przygodach młodego chłopca Dino, który po awarii samolotu ląduje w nieznanej dżungli w Ameryce Południowej. Dino poznaje jaskiniowca Ugh, który uratował go z rąk złego tygrysa szablozębnego oraz zielonego dinozaura – Bronto. Razem przeżywają niesamowite przygody.

## Bohaterowie
- Dino – główny bohater kreskówki.
- Ugh – jaskiniowiec, który uratował Dino z rąk tygrysa szablozębnego.
- Bronto – dinozaur.

## Obsada głosowa
- John David Carson – Dino
- Mike Road – Ugh
- Don Messick – Bronto

## Wersja polska
Wersja polska: Studio Opracowań Filmów w Warszawie

Reżyseria: Maria Piotrowska

Dialogi: Krystyna Skibińska-Subocz

Dźwięk: Alina Hojnacka-Przeździak

Montaż: Anna Łukasik

Kierownictwo produkcji: Mieczysława Kucharska

Wystąpili:
- Ryszard Olesiński –
  - Ugh,
  - Bronto,
  - Żabol #2 (odc. 1)
- Andrzej Arciszewski –
  - Żabol #1 (odc. 1),
  - nadrzewni ludzie (odc. 3)
- Marek Gajewski – Narrator (czołówka)

i inni
Lektor: Marek Gajewski

## Spis odcinków
| N/o            | Polski tytuł     | Angielski tytuł          |
| -------------- | ---------------- | ------------------------ |
|                |                  |                          |
| SERIA PIERWSZA |                  |                          |
|                |                  |                          |
| 01             | Przeklęta wyspa  | Marooned                 |
|                |                  |                          |
| 02             |                  | The Moss Men             |
|                |                  |                          |
| 03             | Ludzie nadrzewni | The Treeman              |
|                |                  |                          |
| 04             |                  | The Fire God             |
|                |                  |                          |
| 05             |                  | The Mighty Snow Creature |
|                |                  |                          |
| 06             |                  | The Wolf People          |
|                |                  |                          |
| 07             |                  | Valley of the Giants     |
|                |                  |                          |
| 08             |                  | The Ant Warriors         |
|                |                  |                          |
| 09             |                  | The Bird Riders          |
|                |                  |                          |
| 10             | Mrówki mordercy  | Giant Ants               |
|                |                  |                          |
| 11             |                  | The Rock Pygmies         |
|                |                  |                          |
| 12             |                  | Danger River             |
|                |                  |                          |
| 13             |                  | The Vampire Men          |
|                |                  |                          |
| 14             |                  | The Terrible Chase       |
|                |                  |                          |
| 15             |                  | The Sacrifice            |
|                |                  |                          |
| 16             |                  | The Marksman             |
|                |                  |                          |
| 17             |                  | The Spear Warriors       |
|                |                  |                          |
| 18             | Ludzie robale    | The Worm People          |
|                |                  |                          |